# Despertar confusional
Despertar confusional é um transtorno da qualidade do sono (parassonia), mais comum em crianças e idosos, caracterizada por um despertar incompleto do sono. Geralmente desperta de um sono profundo no início da noite. O despertar confusional tem uma prevalência de 4% da população.

## Sintomas
O indivíduo permanece vários minutos em um estado confuso e desorientado, até meia hora, capaz apenas de sentar-se e olhar ao redor. Geralmente permanecem na cama atordoados, até recuperar a consciência e depois voltam a dormir. Esses episódios podem ser ou não reativos a estímulos externos como sons e luz. 
Bebês e crianças geralmente experimentam despertares confusionais com grandes quantidades de movimento e gemidos, que podem posteriormente progredir para gritos ou choros inconsoláveis. O despertar confusional infantil geralmente melhora antes dos 5 anos de idade.

## Causas
Em adultos está associado a muito estresse, cansaço, ansiedade ou a uma doença orgânica. Em crianças a causa raramente é identificada.

## Tratamento
Assim como outras parassonias, pode passar anos sem ser diagnosticado se outra pessoa que convive com o paciente não perceber o problema e insistir na busca de tratamento. Despertar confusional não é perigoso e pode melhorar mesmo sem tratamento farmacológico. O tratamento é feito com medidas de higiene do sono, evitando drogas (álcool, tabaco, cafeína) ou com soníferos como Zolpidem ou Zopiclona.